# Kounari
Kounari est une commune rurale du Mali, de l'arrondissement de Fatoma dans le cercle et la région de Mopti.

## Villages
La commune compte 33 localités relevées lors du recensement général de 2009. 
Les villages le plus peuplés sont :
- Manaco (1 946 habitants)
- Daka Womina (1 771 habitants)
- Wandiaka (1 683 habitants)